# Europeiska vänsterpartiet

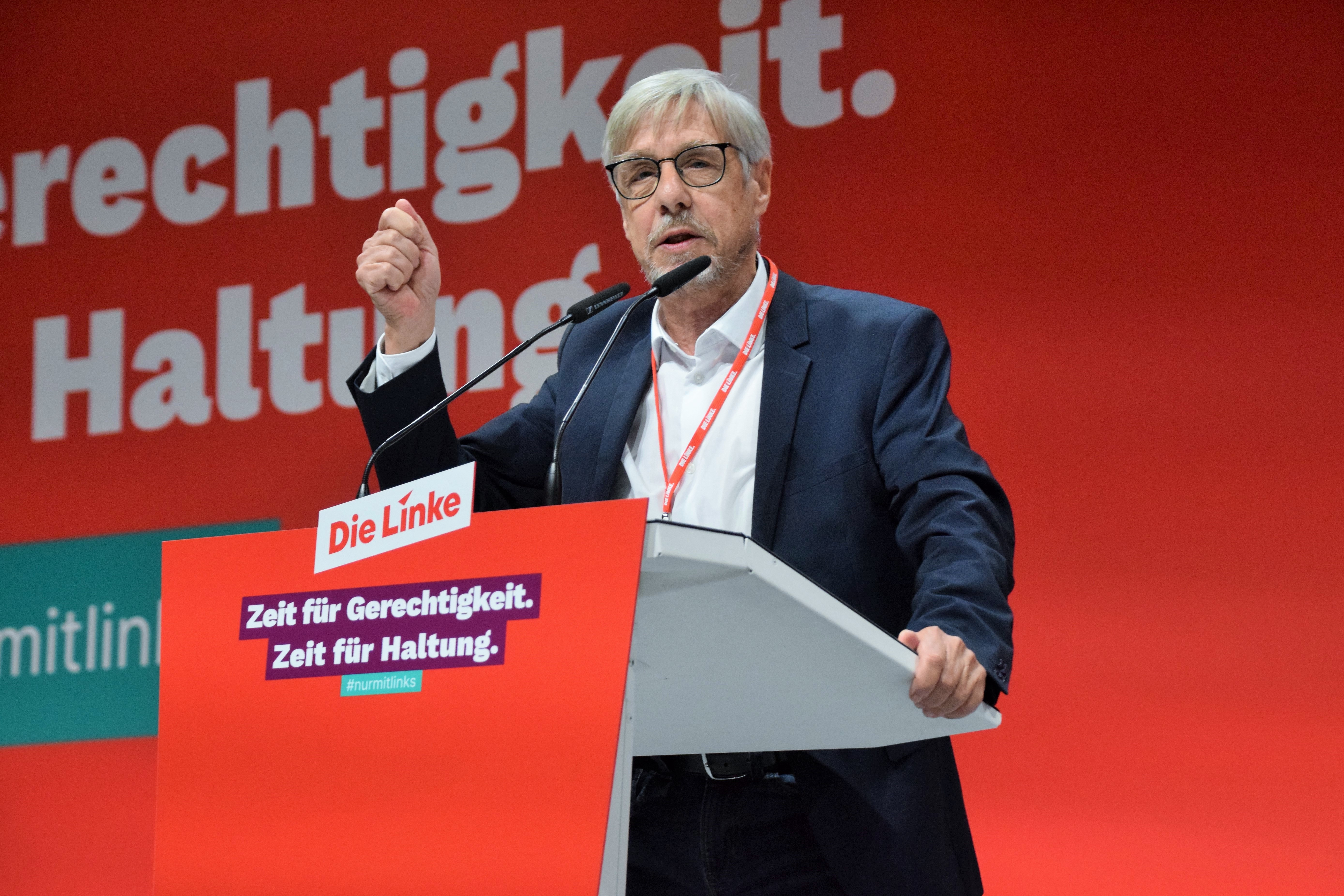
Partiordförande Walter Baier

Europeiska vänsterpartiet (EV), även Europeiska vänstern, (internationellt Party of the European Left, PEL) är ett demokratiskt socialistiskt och eurokommunistiskt europeiskt parti, grundat den 8 maj 2004 i Rom. Det är en sammanslutning av kommunistiska, socialistiska och andra rödgröna partier i Europeiska unionen och andra europeiska länder.
Partiet grundades först 2004 som ett europeiskt parti, men tankarna om ett gemensamt samarbete mellan de nationella vänsterpartierna påbörjades redan i slutet av 1998 och antog mer konkreta former inför Europaparlamentsvalet 1999.
I Europaparlamentet har Europeiska vänsterpartiet en egen partigrupp, Gruppen Europeiska enade vänstern/Nordisk grön vänster, som består av EV:s Europaparlamentariker tillsammans med andra vänsterorienterade parlamentariker.
Utöver medlemspartierna finns det en rad observatörspartier, som är associerade med partiet men som saknar full rösträtt vid omröstningar. Flera nationella vänsterpartier har valt att inte ingå i EV, främst för att inte associeras med de kommunistiska partier i EV som inte tagit avstånd från Sovjetunionen och det historiska arvet som kommunismen har.
Europeiska vänsterpartiet registrerades som ett officiellt europeiskt parti den 7 augusti 2017.

## Historia

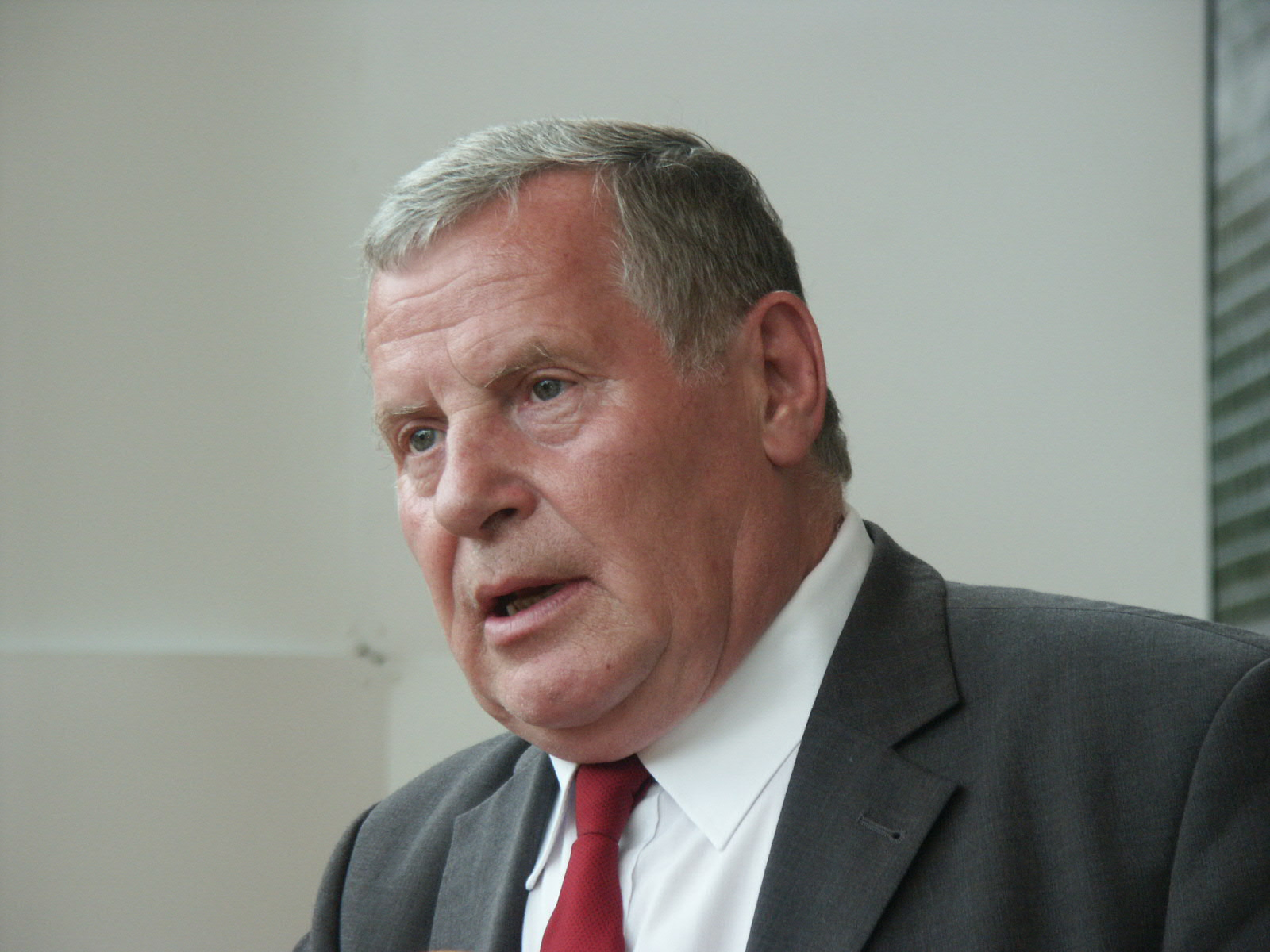
Lothar Bisky var EV:s partiledare mellan 2004 och 2010.

I juni 1998 möttes en rad ledare för socialistiska, kommunistiska och rödgröna partier i Europeiska unionen i Berlin för att forma ett samarbete inför Europaparlamentsvalet 1999. Efter bland annat Berlinmurens fall omvärderade flera partier sin politiska orientering. Det saknades dock ett paneuropeiskt samarbete mellan dessa vänsterpartier, och allt fler vänsterpartier på nationell nivå började inse nödvändigheten att samarbeta med sina systerpartier i andra europeiska länder.
Som ett resultat möttes tretton vänsterpartier i Paris i januari 1999 och kom för första gången överens om ett gemensamt valprogram. Efter valet formades Gruppen Europeiska enade vänstern/Nordisk grön vänster (GUE/NGL), men det var först 2004 som Europeiska vänsterpartiet bildades för att även verka utanför de institutionella ramarna. En konstituerande kongress hölls den 8 maj till den 9 maj 2004 i Rom. Partiet erhöll statusen som ett europeiskt parti.
Partiledare för EV var från dess grundande fram till 2007 Fausto Bertinotti, som efterträddes av Lothar Bisky, som efter Europaparlamentsvalet 2009 leder partigruppen i Europaparlamentet. Sedan december 2010 är Pierre Laurent partiledare.

### Partiordförande för EV
| Period     | Namn              | Land      | Nationellt parti |
| ---------- | ----------------- | --------- | ---------------- |
| 2004–2007  | Fausto Bertinotti | Italien   | PRC              |
| 2007–2010  | Lothar Bisky      | Tyskland  | Die Linke        |
| sedan 2010 | Pierre Laurent    | Frankrike | PCF              |

## Ideologi och politik
Europeiska vänsterpartiet har flera interna ideologiska strömningar: demokratisk socialism, eurokommunism och rödgrön ideologi, som verkar både inom Europeiska unionen och i andra europeiska länder. Partiet kräver ”ett annat Europa”, med ett socialt och mångkulturellt samhälle. Partiet vill också ha ett öppet Europa, som motstår den ”kapitalistiska globaliseringen”. EV är också motståndare till en militarisering av unionen.
Hur långt kampen mot kapitalism och marknadsekonomi ska gå, varierar mellan medlemspartierna. Vissa av partierna är för planekonomi, medan andra förespråkar blandekonomi. Europeiska vänsterpartiet intar också en mycket kritisk inställning mot EU. Partiet säger sig dock inte vilja avveckla EU, utan snarare utveckla samarbetet mot andra mål, med tyngdpunkten på sociala frågor istället för ekonomiska frågor. Flera andra vänsterpartier, i synnerhet i Norden, har valt att inte ingå i Europeiska vänsterpartiet med hänsyn till de andra medlemspartiernas syn på bland annat kommunismens historia.

## Struktur

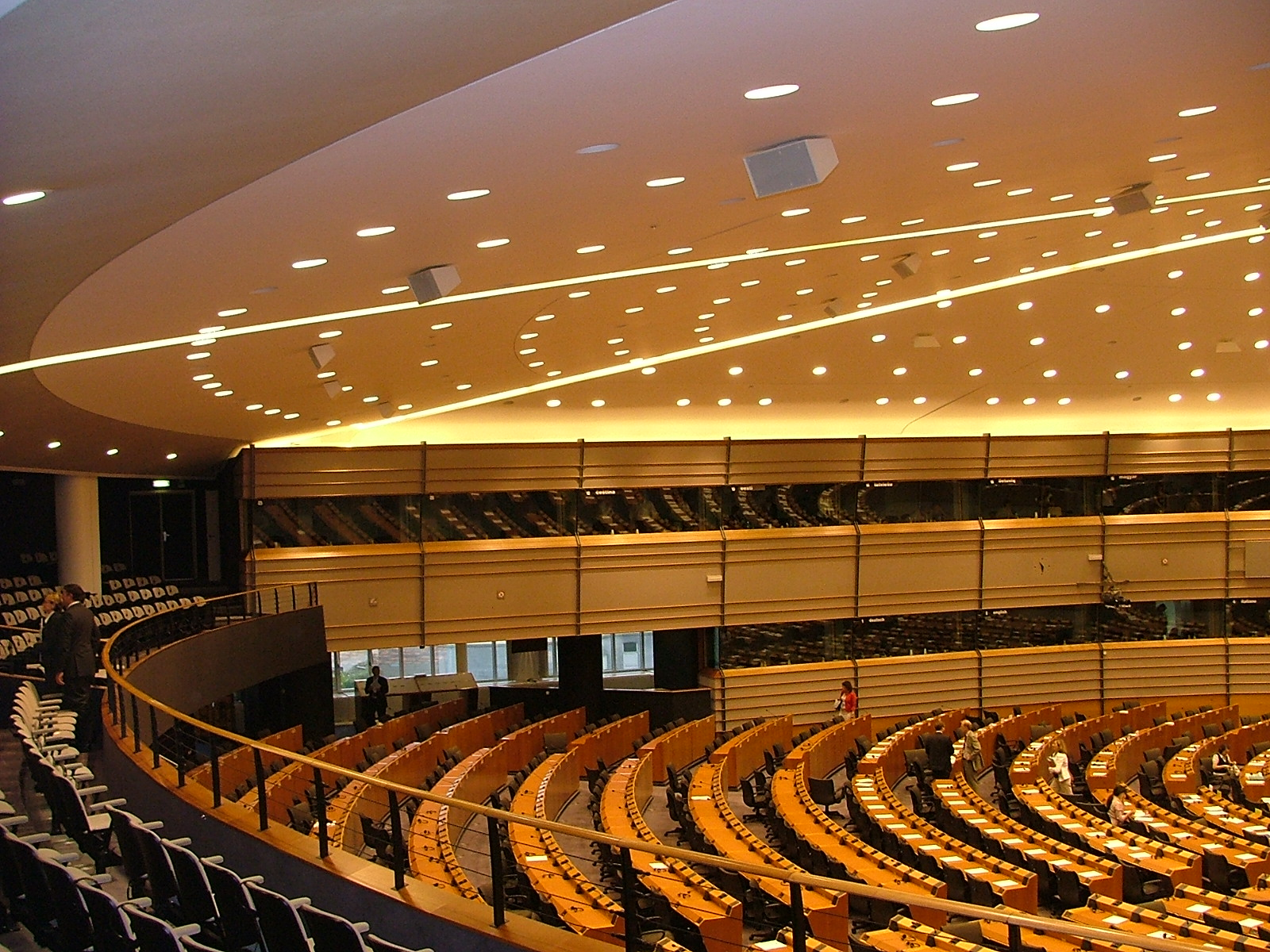
EV ingår i Gruppen GUE/NGL i parlamentet.

Det högsta beslutande organet inom Europeiska vänsterpartiet är dess partikongress. Den väljer en verkställande styrelse, där bland annat partiledaren och den vice partiledaren ingår. Styrelsen ansvarar för arbetet mellan det att kongressen samlas. Därutöver finns det också ett ordföranderåd, bestående av medlemspartiernas partiledare samt partiledaren och den vice partiledaren för EV. Rådet kan föreslå eller hindra beslut när det gäller viktiga politiska frågor. Rådet beslutar också om resolutioner och rekommendationer, som sedan verkställs av den verkställande styrelsen.
EV är registrerat som juridisk person, i likhet med de flesta andra europeiska partier, i Bryssel. Utöver dess interna organ, samarbetar partiet också med utomstående organisationer. Den viktigaste samarbetsorganisationen är dess partigrupp i Europaparlamentet, Gruppen Europeiska enade vänstern/Nordisk grön vänster (GUE/NGL). I gruppen ingår Europeiska vänsterpartiets Europaparlamentariker tillsammans med andra vänsterorienterade politiker i Europaparlamentet. Medan GUE/NGL endast verkar i parlamentets arbete, är EV verksamt även i andra institutioner och utanför EU:s samarbete.

## Medlemspartier

### Fullvärdiga medlemspartier
|  |    |  | Namn                                             | Land        |   |   |            |  |
|  | -- |  | ------------------------------------------------ | ----------- | - | - | ---------- |  |
|  | EV |  | Parti Communiste                                 | Belgien     | 0 | 0 | 0          |  |
|  | EV |  | Bălgarskata levitsa                              | Bulgarien   | 0 | 0 | 0          |  |
|  | EV |  | Enhedslisten                                     | Danmark     | 0 | 0 | 1          |  |
|  | EV |  | Eestimaa Ühendatud Vasakpartei                   | Estland     | 0 | 0 | 0          |  |
|  | EV |  | Finlands kommunistiska parti                     | Finland     | 0 | 0 | 0          |  |
|  | EV |  | Vänsterförbundet                                 | Finland     | 0 | 0 | 1          |  |
|  | EV |  | Franska kommunistpartiet                         | Frankrike   | 0 | 0 | 2          |  |
|  | EV |  | Gauche Unitaire                                  | Frankrike   | 0 | 0 | 0          |  |
|  | EV |  | Vänsterpartiet                                   | Frankrike   | 0 | 0 | 1          |  |
|  | EV |  | Radikala vänstern (SYRIZA)                       | Grekland    | 0 | 0 | 6          |  |
|  | EV |  | Partito della Rifondazione Comunista             | Italien     | 0 | 0 | 1          |  |
|  | EV |  | Déi Lénk                                         | Luxemburg   | 0 | 0 | 0          |  |
|  | EV |  | Moldaviska republikens kommunistiska parti       | Moldavien   | 0 | 0 | 0          |  |
|  | EV |  | Bloco de Esquerda                                | Portugal    | 0 | 0 | 2          |  |
|  | EV |  | Partidul Alianţa Socialistă                      | Rumänien    | 0 | 0 | 0          |  |
|  | EV |  | Rifondazione Comunista Sammarinese               | San Marino  | 0 | 0 | 0          |  |
|  | EV |  | Schweiz arbetarparti                             | Schweiz     | 0 | 0 | 0          |  |
|  | EV |  | Enade vänstern (IU)                              | Spanien     | 0 | 0 | 4          |  |
|  | EV |  | Spaniens kommunistiska parti                     | Spanien     | 0 | 0 | ingår i IU |  |
|  | EV |  | Esquerra Unida i Alternativa                     | Spanien     | 0 | 0 | ingår i IU |  |
|  | EV |  | Strana demokratického socialismu                 | Tjeckien    | 0 | 0 | 0          |  |
|  | EV |  | Özgürlük ve Dayanışma Partisi                    | Turkiet     | 0 | 0 | 0          |  |
|  | EV |  | Die Linke                                        | Tyskland    | 0 | 0 | 7          |  |
|  | EV |  | Magyarországi Munkáspárt 2006                    | Ungern      | 0 | 0 | 0          |  |
|  | EV |  | Vitryska förenade vänsterpartiet ”Rättvis värld” | Vitryssland | 0 | 0 | 0          |  |
|  | EV |  | Kommunistische Partei Österreichs                | Österrike   | 0 | 0 | 0          |  |
|  | EV |  | Individuella medlemmar                           |             | 0 | 0 | 0          |  |
|  |    |  |                                                  |             | 0 | 0 | 25         |  |

### Observatörspartier
|  |  |  | Namn                                    | Land      |   |   |   |  |
|  |  |  | --------------------------------------- | --------- | - | - | - |  |
|  |  |  | Arbetande folkets progressiva parti     | Cypern    | 0 | 0 | 2 |  |
|  |  |  | Birleşik Kibris Partisi                 | Cypern    | 0 | 0 | 0 |  |
|  |  |  | Yeni Kıbrıs Partisi                     | Cypern    | 0 | 0 | 0 |  |
|  |  |  | Italienska kommunisternas parti         | Italien   | 0 | 0 | 0 |  |
|  |  |  | Komunistická strana Slovenska           | Slovakien | 0 | 0 | 0 |  |
|  |  |  | Böhmens och Mährens kommunistiska parti | Tjeckien  | 0 | 0 | 3 |  |
|  |  |  | Tyska kommunistpartiet                  | Tyskland  | 0 | 0 | 0 |  |
|  |  |  |                                         |           | 0 | 0 | 5 |  |

## Företrädare i Europeiska unionen

### Europeiska rådet
Europeiska vänsterpartiet saknar företrädare i Europeiska rådet.

### Europeiska kommissionen
Europeiska vänsterpartiet saknar företrädare i Europeiska kommissionen.

### Europaparlamentet

Parlamentets mandatfördelning
GUE/NGL:s mandat

I Europaparlamentet är EV representerat genom Gruppen Europeiska enade vänstern/Nordisk grön vänster (GUE/NGL), som är en grupp bestående av EV och oberoende Europaparlamentariker som har valt att ansluta sig separat till gruppen. Gruppen är den femte största i parlamentet; det har ett femtiotal ledamöter, varav de flesta står utanför EV. Partiets representation är betydligt högre i parlamentet än i rådet och kommissionen, där partiet saknar ledamöter.
Gruppledarskapet för GUE/NGL innehas av Gabriele Zimmer. GUE/NGL har ett eget presidium och ett sekretariat.